# Fravaschi
Die Fravaschi (avestisch frauuaši-) sind übernatürliche Wesen im Zoroastrismus. Sie sind Schutzgeister, die drei verschiedene Rollen einnehmen. Sie sind eine Armee von mächtigen Kriegern, die sich im Konflikt zwischen Gut und Böse auf die Seite des Guten stellen. Sie sind ein spirituelles Element der Menschen, der toten, lebendigen und zukünftigen. Sie verkörpern die Geister der Ahnen. Die Fravaschi sind ein Konzept des jüngeren Avesta und spielen eine große Rolle in der Religion von Zarathustra.

## Etymologie
Das Wort Fravaschi geht auf das rekonstruierte *fravarti- zurück und wird unterteilt in das Präfix fra, den Wurzelstamm v(a)r, wählen oder abwehren, und die abstrakte Endung ti, die zu einer Personifikation neigt. Der Cluster /rt/, der in *fravarti- enthalten ist, taucht in der avestischen Sprache gewöhnlich als /š/ auf. Das Wort Fravaschi ist ein Nomen femininum und wird mit Bevorzugung übersetzt. Das Verbalsubstantiv varǝna- wird auch mit Wahlentscheidung übersetzt.
Während die Wörter var, fra-var und varǝna- für die Gathas charakteristisch sind und die Wahlmöglichkeit im Kampf zwischen den guten und bösen Kräften spiegelt, entwickeln sich diese in den jungavestischen Texten zu den Bedeutungen sich bekennen, seinen Glauben bekennen und lehren. Sie kommen im Glaubensbekenntnis des Zoroastrismus zum Ausdruck.
Die Personifikation des Konzepts führte zu einem unsterblichen Wesen, einem persönlichen Schutzgeist, der zu jedem Menschen gehört. In den Schriften sind nur die Fravaschi, die der Wahrheit folgen, erwähnt. Nur eine solche Fravaschi ist es wert, verehrt zu werden. Nur diese kann angerufen werden und ist hilfreich.

## Beschreibung
Die Fravaschi sind eines der komplexesten und unüblichsten Phänomene des Zoroastrismus. Sie sind Schutzgeister, die drei verschiedene Rollen einnehmen. Sie sind eine Schar bestehend aus „neunundneunzig tausend, neunhundert und neunundneunzig“ Gottheiten mit verschiedenen Funktionen und ihre Arbeitsweisen sind verschieden. Sie sind Ahnengeister und spirituelle Elemente eines jeden Menschen.
Der Begriff der Fravaschi kommt im ältesten Teil des Avestas, in den Gathas, nicht vor. Der älteste Beleg des Wortes findet sich im Yasna Haptanhaiti. Dort geht hervor, dass die Fravaschi der Ascha-Anhänger Objekt der menschlichen Verehrung sind: „Ihn (Ahura Mazda) verehren wir in den frauuaši’s der Wahrhaften, der Männer und der Frauen.“
Im Yascht 13, der wichtigsten Quelle für die Fravaschi, erscheinen die Fravaschi als eine Armee von bewaffneten Kriegern. Sie kommen vom Himmel auf die materielle Welt, um all jenen beizustehen, die von den Daevas bedroht werden. Neben dem kriegerischen Charakterzug besitzen die Fravaschi Einsicht und Ehre. So eilen sie Ahura Mazda bei der Entstehung und Bewahrung des Kosmos „durch ihre Einsicht und Ehre“ zu Hilfe. In ihrer Rolle als Krieger und Beschützer der kosmischen Ordnung sind sie zusammen mit Anahita, Tischtrya und Satawaesa in den Kampf um das Wasser involviert. Zusätzlich zur Unterstützung der genannten Gottheiten müssen sie um das Wasser, das vom Wouru-Kascha See überläuft, kämpfen. Jede Fravaschi sichert dabei das Wasser für die Familien und Stämme, die unter ihrem Schutz stehen.
Im gleichen Yascht erscheinen die Fravaschi als Ahnengeister, die zum alljährlich stattfindenden Hamaspathmaedaya-Fest, eine Art Allerseelenfest, zu ihren Häusern zurückkehren. Dort werden sie von den Lebenden gastfreundlich empfangen. Im späteren Zoroastrismus ist die Verehrung der verstorbenen Fravaschi Teil von komplexen Begräbniszeremonien und der anschließenden Gedenkrituale.
Der dritte Aspekt der Fravaschi ist deren Rolle als persönlichen Schutzgeist eines Menschen. Sie begleitet den urvan, der als Seele eines Menschen oder als das moralische Leitvermögen eines Menschen umschrieben werden kann. Wenn ein Mensch stirbt, ist es der urvan, über den geurteilt wird. Zoroastrier glauben, dass sich dieser nach dem Tod noch drei Tage in der Nähe seines Körpers aufhält und danach von Vayu zur Činvat-Brücke gebracht wird, wo über ihn gerichtet wird. In all diesen Stationen spielt die persönliche Fravaschi die Rolle eines Schutzgeistes wie bereits zu Lebzeiten des Menschen. Die Fravaschi existiert vor dem Individuum, für den sie als Schutzgeist bestimmt ist. Sie hat eine unabhängige Existenz als Gottheit und ist von der moralischen Qualität ihres Trägers wie auch durch dessen Tod nicht betroffen. Im Avesta und den Pahlavi-Schriften gibt es eine gewisse Konfusion zwischen den urvan und den Fravaschi. Zum Beispiel werden die verstorbenen Seelen an einer Stelle im Yascht die Fravaschi der Gerechten genannt. Man kann auf der Basis von späteren Praktiken des Zoroastrismus annehmen, dass die Fravaschi der Verstorbenen verehrt wurden, da deren Seelen nicht mehr in der Lage waren, an weltlichen Dingen teilzunehmen.
In der iranischen Religion sind die Fravaschi die einzige kollektive Gruppe von Gottheiten im Gegensatz zur vedischen Religion, in der es einige solche Gruppen gibt. Mit den Maruts verbindet sie der kriegerische Charakterzug. Als Ahnengeister entsprechen sie den Pitaras. Für die Rolle als Schutzgeist gibt es keine vedische Entsprechung. Ob die Fravaschi eine spätere Kombination von ursprünglich getrennten Gottheiten oder ein alter Komplex sind, kann nicht beantwortet werden. Sie sind auf jeden Fall ein Unikat des Zoroastrismus.
Es existieren keine bildnerische Darstellungen von den Fravaschi. Das Geflügelte Symbol der Achämeniden wurde teilweise als Symbol für die Fravaschi angesehen, aber diese Deutung wird außerhalb des Zoroastrismus nicht mehr verfolgt.

## Rezeption
In den Gathas wird der Mensch als ein Wesen vorgestellt, dass nicht von Natur gut oder böse ist, sondern vor einer Wahlentscheidung steht. Deshalb nehmen die Begriffe var und fra-var in der Religion Zarathustras ein Schlüsselwort ein und wurden mit der Zeit personifiziert. Die Personifizierung dieses Begriffs führte letztlich zur Vorstellung von einem eigenen unsterblichen Wesen, das dem Gläubigen zugehört und ihm beisteht. Die Fravaschi wird zu einem persönlichen Schutzgeist, deren Verehrung in letzter Instanz Ahura Mazda gilt, wie es im Yasna Haptanhaiti dargestellt ist. Sie sind die individuellen Geister aller Gläubigen, der toten, lebendigen und zukünftigen. Gleichzeitig verkörpern sie eine starke, schnelle und siegreiche anonyme Schar von Kriegern, die im Kampf zwischen Gut und Böse dem Guten beistehen. Die Fravaschi werden zu einer jedem Menschen zugeordneten, persönlichen Schutzmacht. Die ursprüngliche Wahlentscheidung hat sich wahrscheinlich stark mit lebendigem Glauben anderer Herkunft vermischt und so zahlreiche plastische Einzelzüge gewonnen.
Die Anschauung, dass alle Menschen, die der Wahrheit folgen, Fravaschi haben, vor allem alle Glaubenslehrer und künftigen Saoschjant wie auch Zarathustra selbst, konnte gelegentlich dazu führen, dass auch Ahura Mazda eine Fravaschi beigelegt wurde. Sie führte ebenso dazu, dass die Fravaschi speziell die Seelen der Toten repräsentieren. Diese Anschauung ist ein weiterer wesentlicher Zug des jungavestischen Fravaschi-Glaubens.
Man kann annehmen, dass der Trughafte ebenfalls eine Fravaschi hat. Sie werden aber nicht erwähnt. Es sind immer die Fravaschi der Gerechten, die angerufen und verehrt werden.
Mit der Annahme, dass die Fravaschi bereits vor der Geburt existieren, finden sie ihren Platz bei der Schöpfung des Kosmos, bei der sie Ahura Mazda Beistand leisten, da sonst der Trug (druj-) zu Macht und der schlechte Geist zum Sieg gelangt wäre.